# Alloschizotaenia minuta
Alloschizotaenia minuta är en mångfotingart som först beskrevs av Filippo Silvestri 1907.  Alloschizotaenia minuta ingår i släktet Alloschizotaenia och familjen storjordkrypare. Inga underarter finns listade i Catalogue of Life.